# Consorti dei sovrani di Mirandola e Concordia
Di seguito è riportato l'elenco delle consorti dei sovrani di Mirandola e Concordia, corrispondenti dunque alle mogli di coloro che regnarono dal XIV al XVIII secolo sui territori coincidenti all'odierne città emiliano-romagnole di Mirandola e Concordia sulla Secchia, oltre ad altri territori annessi.

## Signore di Mirandola e di Concordia (1311–1432)
| Sovrana consorte (nascita–morte) | Immagine                             | Stemma | Consorte (dal–al) | Matrimonio & Discendenza             | Annotazioni | N. |
| --- | ------------------------------------ | ------ | ----------------- | ------------------------------------ | ----------- | -- |
| Beatrice da Sassuolo (...–...) |                                      |        | ???               | Francesco I Pico 2 figli e 1 figlia  |             |    |
| Beatrice da Sassuolo (...–...) | ???                                  |        |                   | Francesco I Pico 2 figli e 1 figlia  |             |    |
| Dominio dei Bonacolsi con Rinaldo "Passerino" Bonacolsi , dal 1321 al 1328 . Poi dominio dei Gonzaga con Ludovico I Gonzaga , dal 1328 al 1354 . Infine, restituzione ai Pico nel 1354 da parte dell'imperatore Carlo IV di Lussemburgo . |                                      |        |                   |                                      |             |    |
| ??? (...–...) |                                      |        | ???               | Francesco II Pico 2 figli e 3 figlie |             |    |
| ??? (...–...) | ???                                  |        |                   | Francesco II Pico 2 figli e 3 figlie |             |    |
| Caterina Bevilacqua (...–...) |                                      |        | 1416 (matrimonio) | Giovanni I Pico 3 figli e 1 figlia   |             |    |
| Caterina Bevilacqua (...–...) | 1432 (diventa Contessa di Concordia) |        |                   | Giovanni I Pico 3 figli e 1 figlia   |             |    |
| Pietra Pio di Carpi (...–...) |                                      |        | ???               | Francesco III Pico 1 figlia          |             |    |
| Pietra Pio di Carpi (...–...) | 1432 (diventa Contessa di Concordia) |        |                   | Francesco III Pico 1 figlia          |             |    |

## Signore di Mirandola e Contesse di Concordia (1432–1533)
| Sovrana consorte (nascita–morte) | Immagine                             | Stemma | Consorte (dal–al)                       | Matrimonio & Discendenza                 | Annotazioni | N. |
| --- | ------------------------------------ | ------ | --------------------------------------- | ---------------------------------------- | --- | -- |
| Caterina Bevilacqua (...–...) |                                      |        | 1432                                    | Giovanni I Pico 3 figli e 1 figlia       | |    |
| Caterina Bevilacqua (...–...) | ???                                  |        |                                         | Giovanni I Pico 3 figli e 1 figlia       | |    |
| Pietra Pio di Carpi (...–...) |                                      |        | 1432                                    | Francesco III Pico 1 figlia              | |    |
| Pietra Pio di Carpi (...–...) | ???                                  |        |                                         | Francesco III Pico 1 figlia              | |    |
| Giulia Boiardo (...–c.1470) |                                      |        | 1451 (ascesa del marito)                | Gianfrancesco I Pico 3 figli e 3 figlie  | |    |
| Giulia Boiardo (...–c.1470) | 1467 (morte del marito)              |        |                                         | Gianfrancesco I Pico 3 figli e 3 figlie  | |    |
| Bianca d'Este (1440–1506) |                                      |        | 1468 (matrimonio)                       | Galeotto I Pico 4 figli e 2 figlie       | |    |
| Bianca d'Este (1440–1506) | 1499 (morte del marito)              |        |                                         | Galeotto I Pico 4 figli e 2 figlie       | |    |
| Giovanna Carafa (...–1537) |                                      |        | 1499 (ascesa del marito)                | Gianfrancesco II Pico 4 figli e 6 figlie | |    |
| Giovanna Carafa (...–1537) | 1502 (deposizione del marito)        |        |                                         | Gianfrancesco II Pico 4 figli e 6 figlie | |    |
| Francesca Trivulzio (...–1560) |                                      |        | 1502 (ascesa del marito)                | Ludovico I Pico 2 figlio e 1 figlia      | Reggente, per il figlio Galeotto II Pico, di: Mirandola e Concordia (1509–1511); Mirandola e Concordia (1511–1513); Concordia (1514–1526). |    |
| Francesca Trivulzio (...–1560) | 1509 (morte del marito)              |        |                                         | Ludovico I Pico 2 figlio e 1 figlia      | Reggente, per il figlio Galeotto II Pico, di: Mirandola e Concordia (1509–1511); Mirandola e Concordia (1511–1513); Concordia (1514–1526). |    |
| Nessuna consorte nel periodo dalla fine del 1509 all'inizio del 1511 poiché il sovrano, Galeotto II Pico , era ancora un bambino e per questo non era ancora sposato. |                                      |        |                                         |                                          | |    |
| Giovanna Carafa (...–1537) |                                      |        | gennaio 1511 (restaurazione del marito) | Gianfrancesco II Pico 4 figli e 6 figlie | |    |
| Giovanna Carafa (...–1537) | giugno 1511 (deposizione del marito) |        |                                         | Gianfrancesco II Pico 4 figli e 6 figlie | |    |
| Nessuna consorte nel periodo dalla metà del 1511 alla fine del 1513 poiché il sovrano, Galeotto II Pico , era ancora un bambino e per questo non era ancora sposato.  |                                      |        |                                         |                                          | |    |
| Giovanna Carafa (...–1537) |                                      |        | 1514 (restaurazione del marito)         | Gianfrancesco II Pico 4 figli e 6 figlie | Signora di Roddi (1325–1534) |    |
| Giovanna Carafa (...–1537) | 1533 (assassinio del marito)         |        |                                         | Gianfrancesco II Pico 4 figli e 6 figlie | Signora di Roddi (1325–1534) |    |

## Contesse di Mirandola e di Concordia (1533–1596)
| Sovrana consorte (nascita–morte) | Immagine                                                        | Stemma | Consorte (dal–al)        | Matrimonio & Discendenza            | Annotazioni | N. |
| -------------------------------- | --------------------------------------------------------------- | ------ | ------------------------ | ----------------------------------- | --- | -- |
| Ippolita Gonzaga (...–1571)      |                                                                 |        | 1533 (ascesa del marito) | Galeotto II Pico 2 figli e 3 figlie | |    |
| Ippolita Gonzaga (...–1571)      | 1550 (morte del marito)                                         |        |                          | Galeotto II Pico 2 figli e 3 figlie | |    |
| Renata d'Este (...–1555)         |                                                                 |        | 1553 (matrimonio)        | Ludovico II Pico 1 figlia           | |    |
| Renata d'Este (...–1555)         | 1555 (morte)                                                    |        |                          | Ludovico II Pico 1 figlia           | |    |
| Fulvia da Correggio (1543–1590)  |                                                                 |        | 1561 (matrimonio)        | Ludovico II Pico 5 figli e 1 figlia | Reggente di Mirandola e Concordia per il figlio Galeotto III Pico (1568–1590), sia nella sua minore età sia in quella adulta, visti i problemi epilettici di quest'ultimo. |    |
| Fulvia da Correggio (1543–1590)  | 1568 (morte del marito)                                         |        |                          | Ludovico II Pico 5 figli e 1 figlia | Reggente di Mirandola e Concordia per il figlio Galeotto III Pico (1568–1590), sia nella sua minore età sia in quella adulta, visti i problemi epilettici di quest'ultimo. |    |
| Ippolita d'Este (1565–1602)      |                                                                 |        | 1594 (matrimonio)        | Federico II Pico nessun figlio      | |    |
| Ippolita d'Este (1565–1602)      | 1596 (diventa Principessa di Mirandola e Marchesa di Concordia) |        |                          | Federico II Pico nessun figlio      | |    |

## Principesse di Mirandola e Marchese di Concordia (1596–1617)
| Sovrana consorte (nascita–morte) | Immagine                             | Stemma | Consorte (dal–al) | Matrimonio & Discendenza       | Annotazioni | N. |
| -------------------------------- | ------------------------------------ | ------ | ----------------- | ------------------------------ | ----------- | -- |
| Ippolita d'Este (1565–1602)      |                                      |        | 1596              | Federico II Pico nessun figlio |             |    |
| Ippolita d'Este (1565–1602)      | 1602 (morte)                         |        |                   | Federico II Pico nessun figlio |             |    |
| Laura d'Este (1594–1630)         |                                      |        | 1607 (matrimonio) | Alessandro I Pico 8 figlie     |             |    |
| Laura d'Este (1594–1630)         | 1617 (diventa Duchessa di Mirandola) |        |                   | Alessandro I Pico 8 figlie     |             |    |

## Duchesse di Mirandola e Marchese di Concordia (1617–1708)
| Sovrana consorte (nascita–morte) | Immagine     | Stemma | Consorte (dal–al) | Matrimonio & Discendenza              | Annotazioni | N. |
| --- | ------------ | ------ | ----------------- | ------------------------------------- | ----------- | -- |
| Laura d'Este (1594–1630) |              |        | 1617              | Alessandro I Pico 8 figlie            |             |    |
| Laura d'Este (1594–1630) | 1630 (morte) |        |                   | Alessandro I Pico 8 figlie            |             |    |
| Anna Beatrice d'Este (1626–1690) |              |        | 1656 (matrimonio) | Alessandro II Pico 5 figli e 4 figlie |             |    |
| Anna Beatrice d'Este (1626–1690) | 1690 (morte) |        |                   | Alessandro II Pico 5 figli e 4 figlie |             |    |
| Anna Beatrice d'Este , che morì nel 1690 , prima del marito sovrano (che le sopravviverà pochi mesi, morendo nel 1691 ), fu de facto l'ultima consorte dei sovrani di Mirandola e Concordia; infatti, il successore di suo marito, il nipote Francesco Maria Pico , salirà al potere a soli 2 anni di età e si sposerà la prima volta solamente nel 1716 , quando ormai aveva perso tutti i titoli e aveva subito la confisca dei beni ( 1708 ); infatti, Francesco Maria venne meno agli obblighi imperiali, schierandosi con i Francesi , venendo così dichiarato decaduto per fellonia ed espulso dal Ducato mirandolese, che poco dopo venne venduto agli Este ed annesso al Ducato di Modena e Reggio . |              |        |                   |                                       |             |    |